# André Roosevelt
Cornelius Louis André Roosevelt (ur. 24 kwietnia 1879 w Paryżu, zm. 21 lipca 1962 w Port-au-Prince) – francuski rugbysta, olimpijczyk, zdobywca złotego medalu w turnieju rugby union na Letnich Igrzyskach Olimpijskich w 1900 roku w Paryżu, mistrz Francji w 1900 roku, następnie przedsiębiorca hotelowy i producent filmowy tworzący w Stanach Zjednoczonych.
Urodzony z małżeństwa francuskiej aktorki i Corneliusa Roosevelta (kuzyna Theodore’a Roosevelta). Prowadził hotele na Bali, a także był producentem filmowym, znanym z filmów Goona-Goona: An Authentic Melodrama i Beyond the Caribbean.

## Kariera sportowa
W trakcie kariery sportowej reprezentował klub Racing Club de France, z którym zdobył tytuł mistrza Francji w 1900 roku.
Ze złożoną z paryskich zawodników reprezentacją Francji zagrał w turnieju rugby union na Letnich Igrzyskach Olimpijskich 1900. Wystąpił w obu meczach tych zawodów, w których Francuzi pokonali 14 października Niemców 27:17, a dwa tygodnie później Brytyjczyków 27:8. Wygrywając oba pojedynki Francuzi zwyciężyli w turnieju zdobywając tym samym złote medale igrzysk.